# معركة بنفنتوم الأولى
دارت  معركة بنفنتوم الأولى  في عام 214 ق.م بالقرب من مدينة بينيفنتو في الوقت الحالي خلال الحرب البونيقية الثانية، وفيها استطاعت القوات الرومانية بقيادة تيبيريوس جراكوس هزيمة القوات القرطاجية بقيادة هانو بن بوملقار، وبالتالي حرم حنبعل من التعزيزات.
أبرز ما في هذه المعركة هو استخدام جراكوس للعبيد والجنود المتطوعين، وهو الأمر الذي لا يلجأ إليه الرومان إلا في أحلك الظروف. ولتشجيعهم، وعد جراكوس العبيد الذين سيأتون برؤوس القرطاجيين بالحرية. كانت هذه المعركة جزءاً من الحملة الرومانية لإخضاع مدن الجنوب الإيطالي التي انضمت لحنبعل بعد كاناي.

## المعركة
بعد الهزيمة الكارثية في كاناي، انتهج الرومان بقيادة فابيوس ماكسيموس استراتيجية جديدة لقتال حنبعل تعتمد على عدم مواجهته مواجهات مباشرة وفي نفس الوقت منع أي إمدادات من الوصول إليه. كان حنبعل ينتظر وصول هانو بن بوملقار بإمدادات قوامها 17,000 جندي قلوري و 1,200 فارس نوميدي للهجوم على مدينة نولا في كامبانيا. كان جراكوس مع قواته في بينيفنتو عندما علم بأن هانو على بعد حوالي ثلاثة أميال من المدينة على ضفاف " نهر كالور "، لذا قرر أن يتحرك للتصدي له قبل أن يتمكن من الوصول بالإمدادات إلى حنبعل.
على بعد نحو ميل من معسكر هانو، إصطفت قوات جراكوس استعداداً للمعركة. كانت المعركة دموية، فقد كان دافع جنود جراكوس هو العودة برأس أحد القتلى القرطاجيين ليحصلوا على حريتهم. ليتحقق النصر الكامل، أعلن جراكوس أنه لن يحرر أي من العبيد قبل أن يبيدوا جيش العدو. كانت النتيجة نصر ساحق للرومان مع تدمير لجيش هانو والاستيلاء على معسكره، ولم يتمكن سوى أقل من 2,000 من رجاله من الفرار.
كافأ جراكوس قواته بتحريرهم من الرق. بعد هزيمة قوات هانو، إضطر حنبعل للانسحاب من كامبانيا، تاركاً حلفائه الإيطاليين في قبضة الرومان.

## الوصلات الخارجية
- http://www.fanaticus.org/DBA/battles/beneventum214bc.html